# La Brède
La Brède (okzitan.: La Brèda) ist eine französische Gemeinde im Département Gironde in der Region Nouvelle-Aquitaine. Die Gemeinde liegt etwa 18 Kilometer südlich von Bordeaux und damit im näheren Einzugsgebiet der Stadt.  Während La Brède im Jahr 1962 noch über 1297 Einwohner verfügte, zählt man aktuell 4423 Einwohner (Stand 1. Januar 2022).
Die Gemeinde ist Hauptort (Chef-lieu) des Kantons La Brède im Arrondissement Bordeaux.

## Bevölkerungsentwicklung
| Jahr                      | 1962 | 1968 | 1975 | 1982 | 1990 | 1999 | 2008 | 2016 |
| Einwohner                 | 1297 | 1448 | 1769 | 2281 | 2846 | 3128 | 3722 | 4192 |
| Quelle: Cassini und INSEE |      |      |      |      |      |      |      |      |

## Weinbau
La Brède ist ein Weinbauort in der Weinbauregion Graves.

## Sehenswürdigkeiten
Sehenswert ist das auf dem Gemeindegebiet stehende Schloss La Brède, der Geburtsort Montesquieus.
Siehe auch: Liste der Monuments historiques in La Brède

## Persönlichkeiten
- Charles de Secondat, Baron de Montesquieu (1689–1755), französischer Dichter und Staatstheoretiker